# Carnaval de Badajoz 2018
La XXXVIII edición del carnaval de Badajoz comenzó oficialmente el 9 de febrero de 2018, y finalizó el 13 de febrero de 2018

## Pregón
Se realizará el día 9 de febrero de 2018 y el encargado del pregón de esta edición será el conocido humorista, actor, presentador e imitador español Carlos Latre.

## Las Candelas

### Tamborada (26/01/2018)
La tamborada se venía realizando hasta ahora, dentro de las candelas de la margen derecha, pero este año se realizó por primera vez en IFEBA la noche del 26 de enero de 2018, utilizándose como sede provisional para esta edición, debido al descontento de las comparsas del año anterior, ya que se suspendió y no pudieron actuar todas las comparsas por la lluvia, además algunos instrumentos sufrieron daños. La barriada San Fernando se había encargado de la realización de las últimas 14 ediciones, antes de eso, se organizaban dentro de las Candelas de Santa Marina.
| Pos. | Comparsa            | Clas. |                   |
| ---- | ------------------- | ----- | ----------------- |
| 1    | Caribe              | 3     | Medalla de bronce |
| 2    | Moracantana         | 11    |                   |
| 3    | Cambalada           | 5     |                   |
| 4    | Lancelot            | 6     |                   |
| 5    | Los Pirulfos        | 2     | Medalla de plata  |
| 6    | Infectos Acelerados | 9     |                   |
| 7    | El Vaivén           | 1     | Medalla de oro    |
| 8    | Yuyuba              | 8     |                   |
| 9    | Umsaka Imbali       | 4     |                   |
| 10   | Pío Pío             | 10    |                   |
| 11   | Los Desertores      | 7     |                   |

### Candelas de Santa Marina (03/02/2018)
Este año se produjeron las candelas de Santa Marina el día 3 de febrero, cumpliendo 30 ediciones. Para esta edición el pregonero de Las Candelas fue el murgero Fernando Garduño, de Los Agüitas. Las candelas consistieron en un desfile de 11 agrupaciones, seguida de la colocación y quema del Marimanta, que tras celebrarse en cuatro ocasiones en la avenida Saavedra Palmeiro por las obras del parking Conquistadores, volvió a la plaza Conquistadores, de la quema de la pila fue encargado Samuel Colomer. Tras la quema la Asociación de Vecinos de Santa Marina, invitó a hornazos y vino y por último se realizó una exhibición de percusión.

## Concurso de Murgas
El concurso de murgas comenzará el 29 de enero, y finalizará el 9 de febrero. Por otro lado, la edición del concurso de murgas infantiles se celebra el día 3 de febrero y el de las juveniles el día 4 de febrero.

### Preliminares (29/01/2018 - 02/02/2018)
Lunes, 29 de enero:
| Pos. | Murgas                                 |
| ---- | -------------------------------------- |
| 1    | Los Chalaos están loquitos por la Sole |
| 2    | Los Mirinda: Aquí hay que mamá         |
| 3    | Los espantaperros                      |
| 4    | Marwan Chiliqui: Volver a empezar      |

Martes, 30 de enero:
| Pos. | Murgas                                 |
| ---- | -------------------------------------- |
| 1    | Yo no salgo: El puto amo               |
| 2    | Sa'tersiao: El españolito de a pie     |
| 3    | Dakipakasa: Entre el cielo y la tierra |
| 4    | La Coracha: Los olivados               |
| 5    | Los Chungos: Las empoderadas           |

Miércoles, 31 de enero:
| Pos. | Murgas                                              |
| ---- | --------------------------------------------------- |
| 1    | Los Indecisos: Las reinas de la fiesta              |
| 2    | Las 20 D'Copas ya no te sirven                      |
| 3    | Los jediondos                                       |
| 4    | Water Closet: Cuando te interesa… te acuerdas de mí |

Jueves, 1 de febrero:
| Pos. | Murgas                                      |
| ---- | ------------------------------------------- |
| 1    | Los Informales presentan su primer single   |
| 2    | Las Polichinelas lo hacen todo a conciencia |
| 3    | Los 3W: Madre no hay más que dos            |
| 4    | Las Sospechosas: La que tuber... retuber    |
| 5    | La Mascarada: Los paraobras                 |
| 6    | Los Camballotas: Los desconfiaos            |

Viernes, 2 de febrero:
| Pos. | Murgas                                             |
| ---- | -------------------------------------------------- |
| 1    | Los Callejeros: Esta murga es muy extraña          |
| 2    | Los del Año Pasao: Con suerte, salimos             |
| 3    | Al-Maridi: Con un polvo, se cura to                |
| 4    | La que está armando Pa 4 Días, y, si no, al tiempo |
| 5    | A Contragolpe: + Activos Q Nunk                    |
| 6    | Las Chimixurris este año cantan en el templete     |

### Semifinales (05/02/2018 - 07/02/2018)
Lunes, 5 de febrero:
| Pos. | Murgas            |
| ---- | ----------------- |
| 1    | Los Mirinda       |
| 2    | Los Espantaperros |
| 3    | Marwan            |
| 4    | Yo no salgo       |
| 5    | Dakipakasa        |

Martes, 6 de febrero:
| Pos. | Murgas                                     |
| ---- | ------------------------------------------ |
| 1    | Los Chungos                                |
| 2    | Los Jediondos (El grupo de Chiki y Regaña) |
| 3    | Water Closet                               |
| 4    | Las Polichinelas                           |
| 5    | Los 3W                                     |

Miércoles, 7 de febrero:
| Pos. | Murgas          |
| ---- | --------------- |
| 1    | Los Camballotas |
| 2    | Los Callejeros  |
| 3    | Al Maridi       |
| 4    | A contragolpe   |
| 5    | Las Chimixurris |

### Final (09/02/2018)
La final se celebrará el día viernes, 9 de febrero
| Pos. | Murgas                                     | Clas. |                   |
| ---- | ------------------------------------------ | ----- | ----------------- |
| 1    | Los Mirinda                                | 6     |                   |
| 2    | Dakipakasa                                 | 7     |                   |
| 3    | Los 3W                                     | 3     | Medalla de bronce |
| 4    | Las Chimixurris                            | 4     |                   |
| 5    | Water Closet                               | 1     | Medalla de oro    |
| 6    | Los Jediondos (El grupo de Chiki y Regaña) | 5     |                   |
| 7    | Marwan                                     | 8     |                   |
| 8    | Al Maridi                                  | 2     | Medalla de plata  |

## Desfiles de comparsas

### Desfile de comparsas Infantil (09/02/2018)
El desfile infantil sale el viernes 9 de febrero a las 17 horas, realizando el siguiente recorrido: Avenida de Europa, Plaza Dragones Hernán Cortés, plaza de Minayo, calle Obispo San Juan de Ribera y plaza de España.
| Pos. | Artefactos              | Clas. |                         |
| ---- | ----------------------- | ----- | ----------------------- |
| 1    | Dekebais                |       |                         |
| 2    | Caribe                  | 7     | 2º Accésit Compartido   |
| 3    | La Pava and Company     | 4     | 4º Premio               |
| 4    | La Kochera              |       |                         |
| 5    | Las Monjas              | 9     | 4º Accésit Compartido   |
| 6    | Donde vamos la liamos   | 6     | 1.er Accésit Compartido |
| 7    | Anuva                   | 6     | 1.er Accésit Compartido |
| 8    | Caretos Salvavidas      | 3     | 3.er Premio             |
| 9    | Vaivén                  |       |                         |
| 10   | Los Héroes del Carnaval |       |                         |
| 11   | Meraki                  |       |                         |
| 12   | Wailuku                 | 2     | 2º Premio               |
| 13   | Desertores              |       |                         |
| 14   | Los Slietes             |       |                         |
| 15   | Los Lingotes            | 1     | 1.er Premio             |
| 16   | Moracantana             |       |                         |
| 17   | Achiweyba               | 8     | 3.er Accésit            |
| 18   | Montihuakán             |       |                         |
| 19   | La Movida               |       |                         |
| 20   | Los Tukanes             | 10    | 5º Accésit Compartido   |
| 21   | Los Pío Pío             |       |                         |
| 22   | Atahualpa               |       |                         |
| 23   | Yuyubas                 |       |                         |
| 24   | El Recreo               |       |                         |
| 25   | Cambalada               |       |                         |
| 26   | Camalotes del Guadiana  |       |                         |
| 27   | Valkerai                |       |                         |
| 28   | La Bullanguera          |       |                         |
| 29   | Balumba                 |       |                         |
| 30   | La Fussión              | 9     | 4º Accésit Compartido   |
| 31   | Los Pirulfos            | 10    | 5º Accésit Compartido   |
| 32   | Infectos acelerados     |       |                         |
| 33   | Umsuka-Imbali           |       |                         |
| 34   | Los Rikis               | 7     | 2º Accésit Compartido   |
| 35   | Lancelot                |       |                         |
| 36   | Marabunta               | 5     | 5º Premio               |

### Gran desfile de comparsas, grupos menores y artefactos (11/02/2018)
El desfile de comparas, grupos menores y artefactos sale el domingo 11 de febrero a las 12 de la mañana, realizando el siguiente recorrido: Salida en la confluencia del Puente de la Universidad con la Avenida Santa Marina, Enrique Segura Otaño, Avenida de Europa, Plaza Dragones Hernán Cortés
En esta edición debutó en Badajoz la comparsa: Los Naranjitos Love
| Pos. | Comparsa                                  | Localidad                      | Debut | Pers. | Eslogan                                                      | Clas. |                        |
| ---- | ----------------------------------------- | ------------------------------ | ----- | ----- | ------------------------------------------------------------ | ----- | ---------------------- |
| 1    | Las Monjas                                | Torremejía                     | 1996  | 115   | Let's Rock                                                   |       |                        |
| 2    | Los Pirulfos                              | Barbaño                        | 2007  | 220   | Latin Fusion Dance                                           | 10    | 5º Accésit             |
| 3    | Colorido sobre ruedas, Gente sin barreras | Badajoz                        | 2000  | 107   | Con un poco de azúcar                                        |       |                        |
| 4    | Balumba                                   | Badajoz                        | 2002  | 145   | Balumba Héroes Marvel                                        |       |                        |
| 5    | Cambalada                                 | Badajoz                        | 1991  | 112   | Buscadores de tesoros                                        |       |                        |
| 6    | Marabunta                                 | Valdelacalzada                 | 2014  | 140   | Luchar para ser Eternoseste                                  |       |                        |
| 7    | Bakumba                                   | Alange                         | 2012  | 72    | Bakumba sale a bailar. X Aniversario                         |       |                        |
| 8    | Los Caprichosos                           | Quintana de la Serena          | -     | 68    | Mongolia                                                     |       |                        |
| 9    | La Movida                                 | Gévora                         | 1994  | 80    | Buscando lo más vital, La Movida disfruta del Carnaval       |       |                        |
| 10   | Caretos Salvavidas                        | Badajoz                        | 1988  | 130   | La leyenda de Tenochitlan                                    | 13    | 8º Accésit             |
| 11   | Lancelot                                  | Badajoz                        | 1985  | 80    | Trovadores del universo                                      | 19    | 14º Accésit Compartido |
| 12   | Umsuka-Imbali                             | Badajoz                        | 2015  | 180   | Umsaka Latin 18                                              | 19    | 14º Accésit Compartido |
| 13   | Los naranjitos love                       | Badajoz                        | 2018  | 30    | Vikingos y piratas                                           |       |                        |
| 14   | Los Desertores                            | Badajoz                        | 1989  | 75    | Los desertores surcan los mares de la imaginación            |       |                        |
| 15   | La Pava and Company                       | Torremejía                     | 1996  | 125   | Siberian                                                     | 6     | 1.er Accésit           |
| 16   | Los Tukanes                               | Alange                         | 2011  | 90    | Mucho más que una mezcla                                     |       |                        |
| 17   | Anuva                                     | Barcarrota                     | 2017  | 180   | Anuva navega entre mareas misteriosas                        |       |                        |
| 18   | Vendaval                                  | Badajoz                        | 1981  | 80    | Vendaval y Sgt. Peppers                                      |       |                        |
| 19   | Los Soletes                               | Badajoz                        | 1989  | 95    | Con las cintas de mi capa                                    |       |                        |
| 20   | Shantala                                  | Pueblonuevo del Guadiana       | 2013  | 80    | La comedia del arte                                          | 17    | 12º Accésit            |
| 21   | Vas como quieres                          | Puebla de la Calzada           | -     | 100   | Vas como quieres te hará viajar a Grecia                     |       |                        |
| 22   | Los Pío Pío                               | Badajoz                        | 2015  | 75    | Siempre Eterna                                               |       |                        |
| 23   | Aquelarre                                 | Aceuchal                       | 2017  | 150   | La Guardia del Dragón                                        | 19    | 14º Accésit Compartido |
| 24   | Achiweiba                                 | Villafranco del Guadiana       | -     | 200   | Achiweyba is coming                                          | 15    | 10º Accésit            |
| 25   | Montihuakán                               | Montijo                        | 2014  | 68    | Harry Potter                                                 |       |                        |
| 26   | Los Mismos                                | Guadiana del Caudillo          | 2002  | 131   | La maldición de la calavera                                  | 12    | 7º Accésit             |
| 27   | Infectos acelerados                       | Badajoz                        | 1985  | 100   | De indio vamos, y al dios pollo invocamos                    | 14    | 9º Accésit             |
| 28   | Caribe                                    | Badajoz                        | 1981  | 126   | Caribe Max Furia en el Desfile                               | 8     | 3.er Accésit           |
| 29   | La Fussión                                | Calamonte Arroyo de San Serván | 2014  | 75    | Indonesia                                                    |       |                        |
| 30   | Meraki                                    | Valdebotoa                     | 2017  | 160   | Caníbales de la Tribu Korowai                                |       |                        |
| 31   | Donde vamos la liamos                     | Olivenza                       | 2013  | 160   | Hijos de España y nietos de Portugal                         | 2     | 2º Premio              |
| 32   | Los riki's                                | Arroyo de San Serván           | 2011  | 55    | Troya                                                        |       |                        |
| 33   | Vaivén                                    | Badajoz                        | 1988  | 140   | -                                                            | 4     | 4º Premio Compartido   |
| 34   | Yuyubas                                   | Badajoz                        | 1988  | 80    | Yuyubas 30 Aniversario                                       | 16    | 11º Accésit            |
| 35   | La Bullanguera                            | Badajoz                        | 1987  | 85    | Peace & Love                                                 | 18    | 13º Accésit            |
| 36   | Valkerai                                  | Talavera la Real               | 2017  | 75    | Evandria, La Romarock de Valkerai                            |       |                        |
| 37   | Atahualpa                                 | Talavera la Real               | 1995  | 95    | Venecia                                                      | 9     | 4º Accésit             |
| 38   | Achikitú                                  | Don Benito                     | 2010  | 60    | The show must go on                                          |       |                        |
| 39   | Moracantana                               | Badajoz                        | 2000  | 165   | Los Vengadores                                               |       |                        |
| 40   | Los Lingotes                              | Talavera la Real               | 1996  | 220   | Amadeus                                                      | 3     | 3.er Premio            |
| 41   | Los de siempre                            | La Garrovilla                  | 2010  | 80    | Arlequin Pop                                                 |       |                        |
| 42   | Tarakanova                                | Olivenza                       | 2015  | 55    | Que comience la batalla                                      |       |                        |
| 43   | Dekebais                                  | Badajoz                        | 1985  | 160   | Superhéroe made in Dekebais                                  | 4     | 4º Premio Compartido   |
| 44   | Wailuku                                   | Badajoz                        | 1992  | 180   | Wailuku God Bless You 2018                                   | 5     | 5º Premio              |
| 45   | Saqqora                                   | La Garrovilla                  | 2013  | 94    | Navegando desde el lejano Oriente                            | 7     | 2º Accésit             |
| 46   | La Kochera                                | Puebla de la Calzada           | 2001  | 210   | La Kockera                                                   | 11    | 6º Accésit             |
| 47   | Los Colegas                               | Miajadas                       | 2014  | 168   | El buque de los sueños                                       | 1     | 1.er Premio            |
| 48   | Los Makumbas                              | Barcarrota                     | 2009  | 130   | Descubriendo el Reino Maya                                   |       |                        |
| 49   | Batala Badajoz                            | Badajoz                        | 2014  | 115   | Batalá Badajoz                                               |       |                        |
| 50   | Los SuperKK                               | Badajoz                        | -     | 43    | Banda municipal Superkk, por la independencia de Entrín Alto |       |                        |
| 51   | Riau-riau                                 | Badajoz                        | 1997  | -     | -                                                            |       |                        |

| Pos. | Grupos menores            | Clas. |                   |
| ---- | ------------------------- | ----- | ----------------- |
| 1    | Down Badajoz              |       |                   |
| 2    | Los Salchipapas           |       |                   |
| 3    | Dekefuistis               |       |                   |
| 4    | Los Indecisos             |       |                   |
| 5    | Estaribé                  |       |                   |
| 6    | Club Gimnasia Badajoz     | 4     |                   |
| 7    | La uralita va de muerte   |       |                   |
| 8    | El patio de mi casa       | 6     |                   |
| 9    | Los Guadalupines          |       |                   |
| 10   | Los del Barrio            |       |                   |
| 11   | Amigüitos                 | 2     | Medalla de plata  |
| 12   | Los Chirigallos           | 5     |                   |
| 13   | Los Atopes                | 1     | Medalla de oro    |
| 14   | Las Puretas de La Conga   |       |                   |
| 15   | Fundación Stop Sanfilippo | 3     | Medalla de bronce |
| 16   | La Galera                 |       |                   |
| 17   | Baluarte                  |       |                   |
| 18   | C. Juventud U.V.A.        |       |                   |
| 19   | Camalotes del Guadiana    |       |                   |

| Pos. | Artefactos                                          | Clas. |                |
| ---- | --------------------------------------------------- | ----- | -------------- |
| 1    | Aprisa y corriendo                                  |       |                |
| 2    | Deskrria2                                           |       |                |
| 3    | Ese Es El Espírutu                                  |       |                |
| 4    | Presidente independiente a las puertas del infierno |       |                |
| 5    | Stand By                                            |       |                |
| 6    | Espanta - móvil - Cablex                            |       |                |
| 7    | El Carpaso                                          |       |                |
| 8    | Los Jediondos                                       |       |                |
| 9    | Ad Libitum                                          |       |                |
| 10   | Mascachapas                                         | 5     |                |
| 11   | Agrupación carnavalera San Si Puedes Badajoz        |       |                |
| 12   | Krma                                                |       |                |
| 13   | Juntos y revueltos                                  |       |                |
| 14   | Club deportivo San Roque                            |       |                |
| 15   | Pues anda que tú                                    | 3     |                |
| 16   | La Batiera                                          |       |                |
| 17   | Goteros y tiritas                                   |       |                |
| 18   | Los Loleros                                         | 4     |                |
| 19   | Aprisa y corriendo                                  |       |                |
| 20   | La Caidita                                          |       |                |
| 21   | La Brigada Antiardores                              |       |                |
| 22   | Pa 4 días                                           |       |                |
| 23   | Trimoto                                             | 1     | Medalla de oro |
| 24   | Los Taifas                                          |       |                |
| 25   | Waltrapas                                           |       |                |
| 26   | El Camión de La Brigada                             |       |                |
| 27   | Yo no salgo                                         | 2     |                |

## Entierro de las Sardinas
Con el entierro de las sardinas se finalizaron los carnavales, realizándose en la barriada de San Roque el martes día 13/02/2018.

Los premios del desfile fueron los siguientes: 1º Umsuka Imbali, 2º Vaivén y 3º Los caretos Salvavidas.

Los accésit fueron para 1º Los Soletes, 2ª Caribe y 3º Moracantana.

El mejor estandarte fue para Vaivén.

En cuanto a los artefactos los ganadores fueron: 1º Los Loleros, 2º Mi Trimoto y 3º Stan By.
| Predecesor: Carnaval de Badajoz 2017 | Carnaval de Badajoz 2018 | Sucesor: Carnaval de Badajoz 2019 |